# BBC 컴리 웨일스
BBC 컴리 웨일스(BBC Cymru Wales, BBC 웨일스(영어: BBC Wales)와 BBC 컴리(웨일스어: BBC Cymru)의 병행표기)는 BBC의 지부이자 웨일스 전역을 대상으로 한 국영방송이다. 1964년에 설립된 BBC 컴리 웨일스는 카디프에 본사를 두고 있으며, 텔레비전, 라디오, 온라인 방송에서 영어와 웨일스어로 된 다양한 프로그램을 제작하기 위해 1,200명의 직원들을 직접 고용하고 있다.

## 방송

### 텔레비전
BBC 컴리 웨일스는 두 가지의 텔레비전 방송을 운영하고 있는데, 바로 BBC One 웨일스와 BBC Two 웨일스이다. 이 두 채널은 지역 프로그램도 추가로 방영하기 위해서 이들 채널의 공급망을 독립적으로 운영할 수 있다. 두 채널은 영어로 된 다양한 프로그램들을 방송하는데, 그 중에는 주력 뉴스 프로그램인 《BBC 웨일스 투데이》가 있다. 이 프로그램은 메인 저녁뉴스 프로그램에 덧붙여져 그날의 여러 단신들을 방송한다.
이 두 채널과 더불어서 BBC 컴리 웨일스는 웨일스어로 된 프로그램 방영을 요청받는데, 웨일스 채널인 S4C가 BBC 컴리 웨일스의 브랜드를 사용하여 무료로 프로그램들을 제공받는다. 이러한 프로그램들 중에는 국제와 국내, 웨일스 내 뉴스를 포괄하는 웨일스어 뉴스 프로그램인 《네위디온》(Newyddion)과 BBC에서 제작되어 가장 오랫동안 방영되고 있는 텔레비전 연속극 《포볼 이 쿰》(Pobol y Cwm)이 있다.

### 라디오
BBC 컴리 웨일스는 전 지방을 포괄하는 두 곳의 라디오 기지국도 운영한다. BBC 라디오 웨일스는 영어 방송망으로, 하루에 20시간 가까이 다양한 지역 프로그램들을 방송하며 기지국들이 정규방송 시간을 마친 때에는 BBC 월드 서비스를 동시 방송한다. 같은 식으로 BBC 라디오 컴리는 웨일스어 프로그램들을 동일 시간대에 방영하며 아주 다양한 장르를 포괄하는데, 특별히 브랜드화된 청년층 대상 프로인 C2는 팝과 락 장르의 음악들을 방송하여 이런 점에 이바지한다.

### 온라인과 상호 서비스
BBC 컴리 웨일스는 BBC 온라인에 조그만 전용 사이트를 운영하는 것은 물론, BBC 온라인의 다른 페이지에 뉴스와 특집 프로그램을 제공한다. 이와 더불어 보도기사 또한 BBC 레드 버튼 상호 서비스에 제공된다.

### BBC 웨일스 국립 오케스트라
BBC 컴리 웨일스는 정규 오케스트라인 BBC 웨일스 국립 오케스트라를 운영한다. BBC 웨일스 국립 오케스트라는 카디프, 스완지 및 웨일스 전역에서 공연한다. 오케스트라의 공연 대부분은 녹음되어 BBC 라디오 3, BBC 라디오 웨일스, BBC 라디오 컴리에 방송된다.

## 같이 보기
- BBC